# Microlaimus affinis
Microlaimus affinis is een rondwormensoort uit de familie van de Microlaimidae. De wetenschappelijke naam van de soort is voor het eerst geldig gepubliceerd in 1958 door Gerlach.